# Miltochrista rosea
Miltochrista rosea är en fjärilsart som beskrevs av Fabricius 1775. Miltochrista rosea ingår i släktet Miltochrista och familjen björnspinnare. Inga underarter finns listade i Catalogue of Life.